# 丹生都比売神社

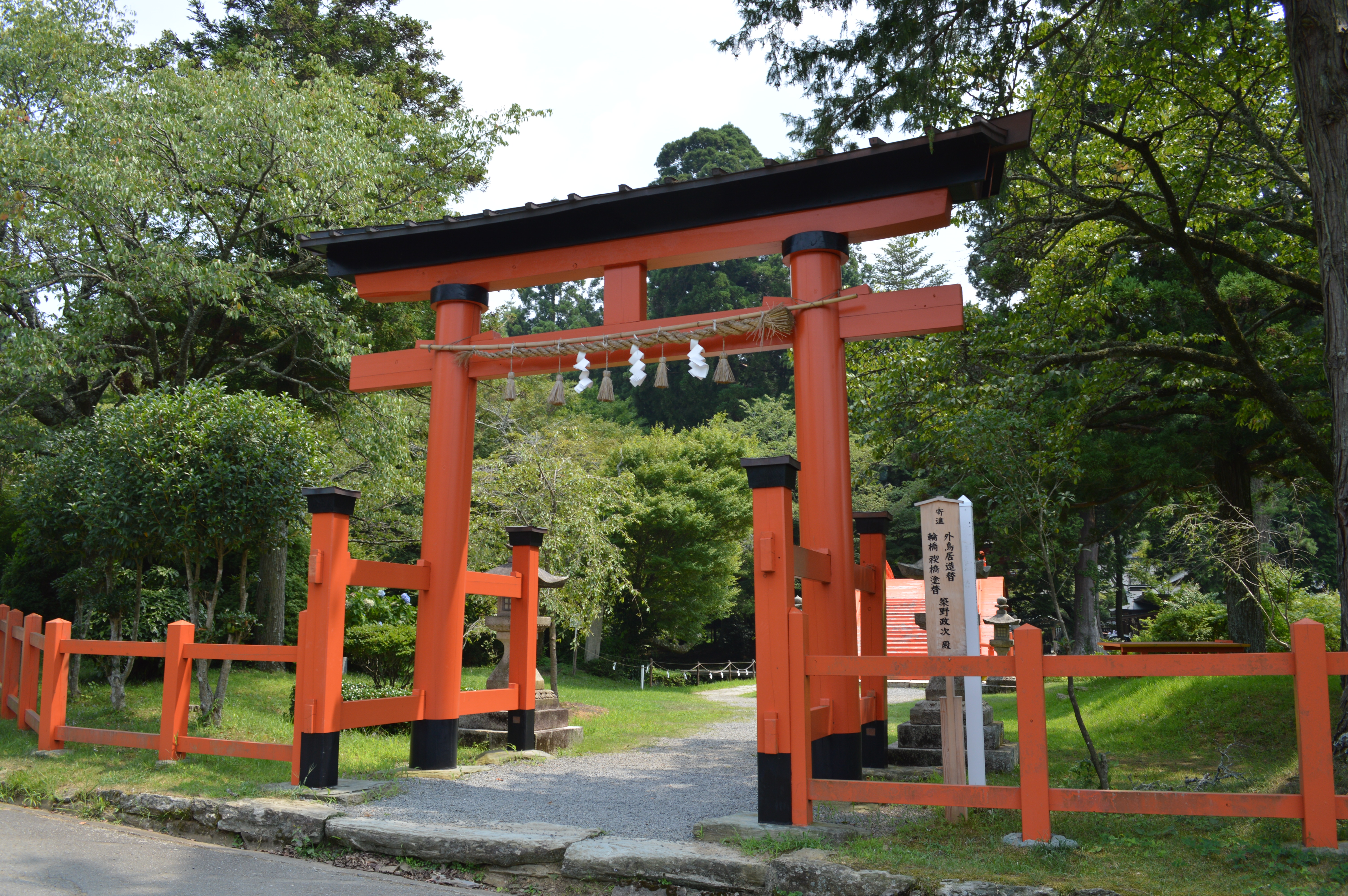
外鳥居

丹生都比売神社（にうつひめじんじゃ、にぶつひめじんじゃ、丹生都比賣神社）は、和歌山県伊都郡かつらぎ町上天野にある神社。式内社（名神大社）、紀伊国一宮。旧社格は官幣大社で、現在は神社本庁の別表神社。
別称として「天野大社」「天野四所明神」とも。全国に約180社ある丹生都比売神を祀る神社の総本社である。「紀伊山地の霊場と参詣道」の構成資産の一つとして世界文化遺産に登録されている。

## 概要
和歌山県北東部、高野山北西の天野盆地に鎮座する。空海が金剛峯寺を建立するにあたって丹生都比売神社が神領を寄進したと伝えられ、古くより高野山と深い関係にある神社である。神社背後の尾根上には高野山への表参道である高野山町石道（国の史跡、世界遺産）が通り、丹生都比売神社は高野山への入り口にあたることから、高野山参拝前にはまず丹生都比売神社に参拝する習わしであったという。丹生都比売神社自体も高野山からの影響を強く受け、境内には多くの仏教系の遺跡・遺物が残る。和歌山県・奈良県を主とした各地では、高野山の荘園に丹生都比売神社が勧請された関係で、丹生都比売神社の分霊を祀る神社の分布が知られる。
神社では国宝の銀銅蛭巻太刀拵を始めとする文化財のほか、本殿および楼門などの社殿が国の重要文化財に指定されている。また境内は国の史跡に指定されている。これらのうち本殿、楼門および境内は、ユネスコの世界遺産「紀伊山地の霊場と参詣道」の一部として登録されている。また、弘法大師を高野山に導いたのが神様のお使いの白黒2頭の犬であったという伝説から社にはご神犬がいる。

## 祭神
祭神は次の4柱。これら4神は「四所明神」とも総称される。
- 第一殿：丹生都比売大神（にうつひめのおおかみ）
通称「丹生明神」。古くより祀られていた神。
- 第二殿：高野御子大神（たかのみこのおおかみ）
通称「狩場明神」。高野山開創と関係する神。
- 第三殿：大食津比売大神（おおげつひめのおおかみ）
通称「気比明神」。承元2年（1208年）に氣比神宮（福井県敦賀市）からの勧請と伝える[注 2]。
- 第四殿：市杵島比売大神（いちきしまひめのおおかみ）
通称「厳島明神」。第三殿と同年に厳島神社（広島県廿日市市）からの勧請と伝える。

### 祭神について
丹生都比売神
丹生都比売神の性格については大きく分けて2説がある。
1つは水神とみるもので、その根拠として天野の地が紀の川の一水源地であること、空海が丹生都比売神社から譲り受けたという神領は有田川・貴志川・丹生川・鞆淵川の流域のほぼ全域を占めていたこと、関係する丹生川上神社は水神信仰であること、東大寺のお水取りで水を送る遠敷明神（おにゅうみょうじん；若狭彦神社）の存在、御田祭などの祭事における性格等が挙げられる。
もう1つは、「丹」すなわち朱砂（辰砂：朱色の硫化水銀）の採掘に携わる人々によって祀られたという説である。後述の『播磨国風土記』逸文にも「赤土」の記載が見えるほか、全国にある「丹生」と名のつく土地・神社は、水銀の採掘に携わった氏族（丹生氏）と深い関係にあることが明らかとなっている。これらに対する一説として、丹生一族が水銀採掘で一大勢力を築いたが、その枯渇に際して天野や三谷で帰農、丹生都比売神社も水神信仰に変化したとする説もある。
なお『丹生大明神告門』では、丹生都比売神を伊佐奈支命・伊佐奈美命の子とする。また稚日女尊と同一神とする説もある。また、大国主神の御子神とする説もある。
高野御子神
高野御子神は、その神名が示すように丹生都比売神の御子神といわれる。しかし後述のように、この神が関わった高野山開創伝承は、丹生氏に伝わる「神の贄のため二頭の犬を連れた狩り人の伝承」に由来すると見られている。そのため、本来は「祀られる神（丹生都比売神）」と「奉祀する神（高野御子神）」の関係であったと推測される。なお、文献では古くは『日本紀略』延喜6年（906年）条に記載が見える。
『延喜式』神名帳（927年成立）の記載では祭神は1座。その後に上記2座になり、平安時代末頃からは4座になったと見られている。仁平元年（1151年）の文書に「第三神宮」の記載があるほか、正応6年（1293年）には天野四所明神の「三大神号蟻通神」の神託が見え、第三殿に「蟻通神」が祀られていたことがわかる。祭神の増加に関して、『高野春秋』によれば承元2年（1208年）10月に北条政子の援助で行勝上人と天野祝により、気比神宮の大食比売大神、厳島神社の市杵島比売大神が勧請されたという。年代は史料間で食い違うものの、現在の祭神はこれに基づいている。

## 歴史

### 創建
創建の年代は不詳。『播磨国風土記』逸文には「爾保都比売命（にほつひめのみこと）」が見え、丹生都比売神と同一視される。同文によれば、神功皇后の三韓征伐の際、爾保都比売命が国造の石坂比売命に憑いて神託し、赤土を授けて勝利が得られたため、「管川の藤代の峯」にこの神を祀ったという。その場所は現在の高野町上筒香の東の峰（北緯34度13分26.90秒 東経135度43分38.91秒 / 北緯34.2241389度 東経135.7274750度）に比定され、丹生川の水源地にあたる。また同地は丹生都比売神社の旧鎮座地と見られているが、そこから天野への移転の経緯は明らかではなく、高野山への土地譲り（後述）に際して遷ったとする説がある。
一方『丹生大明神告門』では、丹生都比売神は伊都郡奄田村（現・九度山町東北部）の石口に天降り、大和国吉野郡の丹生川上水分峰に上ったのち、大和国・紀伊国の各地に忌杖を刺し、開墾・田地作りに携わって最終的に天野原に鎮座したと伝える。
また『日本書紀』神功皇后紀には、紀伊国の小竹宮において天野祝と小竹祝を同所に葬ったため昼も夜も暗くなってしまい、別々に埋葬し直して元通りになったという説話がある。この「天野祝」（丹生祝）は丹生都比売神社の神職と見られる。

### 空海への土地譲り伝説

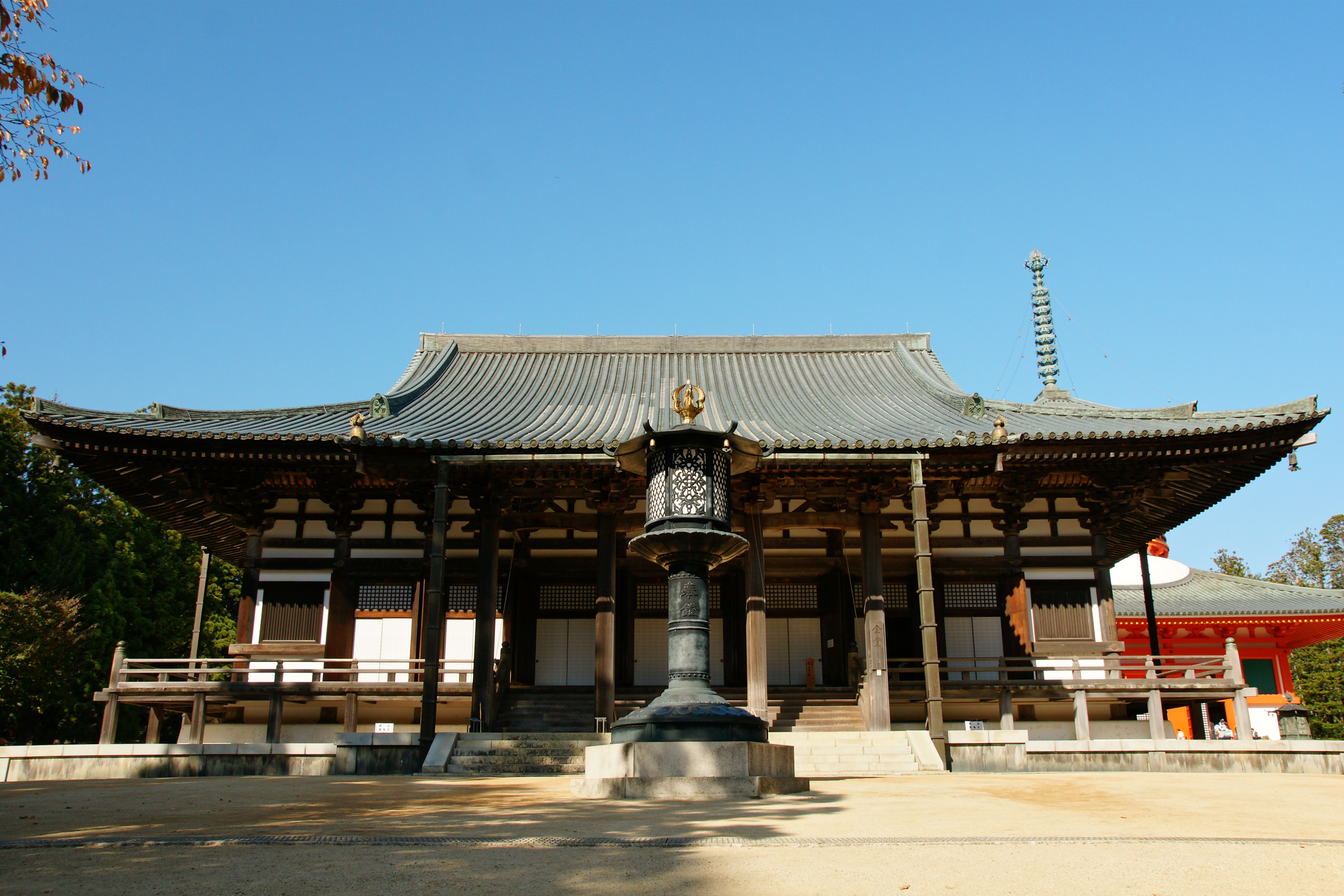
高野山金剛峯寺空海は、金剛峯寺の建立にあたって丹生都比売神社から神領を譲られたと伝わる。

丹生都比売神社に関しては、弘法大師空海が高野山金剛峯寺を開いた際に地主神たる丹生都比売神社から神領を譲られた、とする伝説が知られる。高野山と丹生都比売神社の関係を語る最古の縁起として、11世紀から12世紀の『金剛峯寺建立修行縁起』がある。これによると、弘仁7年（817年）に空海は「南山の犬飼」という2匹の犬を連れた猟者に大和国宇智郡から紀伊国境まで案内され、のち山民に山へ導かれたという。以上の説話は『今昔物語集』等にも記載されており、説話における前者は高野御子神（狩場明神）、後者は丹生都比売神（丹生明神）の化身といわれる。『丹生祝氏本系帳』には、丹生氏がもと狩人で神の贄のため二頭の犬を連れて狩りをしたという伝承があり、これが高野山開創に取り入れられたと見られている。
空海の死後、その弟子達により丹生都比売神社の神領はさらに高野山の寺領となった。丹生都比売神社が高野山に正式に帰属するようになったのは、10世紀末の高野山初代検校で第4代執行の雅真の頃とされる。

### 概史
国史での初見は『日本三代実録』貞観元年（859年）で、「丹生都比売神」に対して従四位下勲八等の神階が奉叙された。元慶7年（883年）には従四位上勲八等に昇叙されている。
延長5年（927年）成立の『延喜式』神名帳では紀伊国伊都郡に「丹都比女神社 名神大 月次新嘗」と記載されており、名神大社に列するとともに月次祭・新嘗祭には朝廷から幣帛を受けていた。また『紀伊国神名帳』には天神として「正一位勲八等 丹生津比咩大神」の記載があり、同じく天神として「正一位 丹生高野御子神」の記載もある。
高野山の開創以後、丹生都比売神と高野御子神は「丹生両所」「丹生高野神」として高野山の鎮守となり、壇上伽藍にも勧請された。この記載は、文献では『太政官符案』寛弘元年（1004年）9月25日や『百錬抄』寿永2年（1183年）10月9日に見える。また、高野山の火災では丹生都比売神社が仮所とされたほど重要視されていた。
以後も丹生都比売神社は高野山と密接につながり、高野山の荘園には神霊が勧請されて各地に丹生神社が建てられた。そのため当社境内にも多宝塔などの仏教系の伽藍が多く築かれ、その様子は鎌倉時代の「弘法大師・丹生高野両明神像」（金剛峯寺蔵）に見える境内図にも描かれている。後世には、修験道の修行の拠点にもなった。
元寇の際には、丹生都比売神社は神威を表したとして一躍有名となり、公家・武家から多くの寄進を受けた。この頃から、紀伊国一宮を称するようになったと見られている。紀伊国では古くより日前神宮・国懸神宮（和歌山市）が一宮の位置づけにあったが「一宮」の呼称自体はなく、丹生都比売神社が弘安8年（1285年）を初見として「一宮」を称し、以後一宮が並立した。なお、他に一宮を称した神社として伊太祁曽神社（和歌山市）がある。
中世には多くの社領寄進を受けていたが、それらは天正検地において没収された。近世になり、高野山学侶領から202石余が分与された。
明治維新後、1873年（明治6年）に近代社格制度において県社に列し、1924年（大正13年）に官幣大社に昇格した。1948年（昭和23年）に神社本庁の別表神社に加列されている。また、明治の神仏分離に伴い高野山から独立したが、今日に至るまで多くの僧侶が丹生都比売神社に参拝しており、神前での読経も行われている。

### 神階
丹生都比売神
- 六国史時代における神階奉叙の記録
  - 貞観元年（859年）1月27日、従五位下勲八等から従四位下勲八等 （『日本三代実録』）[原 4] - 表記は「丹生都比売神」。
  - 元慶7年（883年）12月28日、従四位上勲八等 （『日本三代実録』）[原 5] - 表記は「丹生比売神」。
- 六国史以後
  - 寿永2年（1183年）10月9日、一階昇叙 （『百錬抄』） - 表記は「丹生高野神」。
  - 正一位勲八等 （『紀伊国神名帳』） - 表記は「丹生津比咩大神」。

高野御子神
- 六国史以後
  - 延喜6年（906年）2月6日、従五位下 （『日本紀略』） - 表記は「高野御子神」。
  - 寿永2年（1183年）10月9日、一階昇叙 （『百錬抄』） - 表記は「丹生高野神」。
  - 正一位 （『紀伊国神名帳』） - 表記は「丹生高野御子神」。

### 神職
丹生都比売神社の神職は、古来より天野祝（あまののほうり、丹生祝/丹生氏）が担う。『丹生祝氏本系帳』によれば、丹生祝の祖は天魂命で、紀氏祖の神魂命の系統を引くという。

## 境内

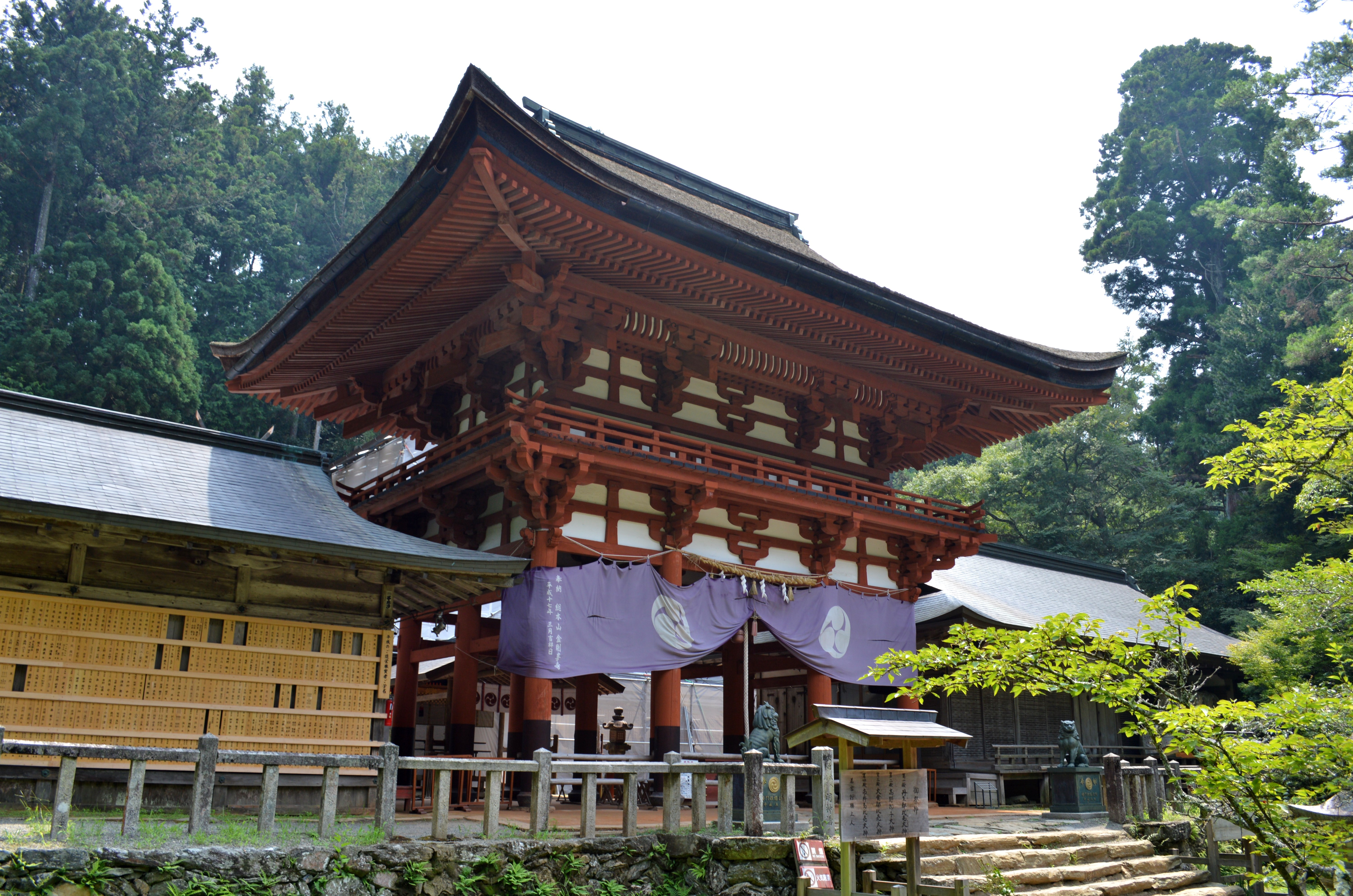
楼門（国の重要文化財）

丹生都比売神社は高野山との関係が深く、古くは多宝塔・御影堂・不動堂・山王堂・護摩所・鐘楼・経蔵・坊舎等の仏教建物が営まれていたことが古絵図によって知られる。神仏分離によってこれらは除かれたが、神仏習合時代の遺構が良好に残されていることから、境内は国の史跡に指定されている。境内背後の尾根上には高野山への表参道である高野山町石道（国の史跡、世界遺産）が通り、丹生都比売神社への枝道（八丁坂）への分岐点には通称「二つ鳥居」と呼ばれる鳥居2基が並ぶ（北緯34度15分31.42秒 東経135度31分38.61秒 / 北緯34.2587278度 東経135.5273917度）。高野山参拝前にはここから丹生都比売神社に参拝する習わしであったという。『紀伊続風土記』によれば、この鳥居は弘仁10年（819年）5月3日に空海によって建立されたといい、当初は木造であったが慶安2年（1649年）5月に石造で建て直されたという。この2基は丹生都比売神と高野御子神の鳥居を表すとされる。いずれも「高野山町石道」の一部として国の史跡に指定されている。
- 本殿 4棟 - 本殿は第一殿から第四殿の4棟からなる。楼門奥の最上段に向かって右手から第一殿・第二殿の順で一列に並び、第四殿のさらに左手には若宮が鎮座する。これら各棟には祭神が1柱ずつ祀られている。いずれも同形式・同規模の一間社春日造の檜皮葺である。各殿内とも鎌倉時代の一間春日見世棚造の宮殿（くうでん）を納めている。宮殿には嘉元4年（1306年）の銘があり、本殿前身の社殿と見られる。本殿4棟は「丹生都比売神社本殿」として国の重要文化財に指定され、宮殿4基は重要文化財の附（つけたり）指定となっている[3][15][16]。
  - 第一殿（重要文化財） - 江戸時代の正徳5年（1715年）再建。
  - 第二殿（重要文化財） - 室町時代の文明年間（1469年 - 1486年）再建。
  - 第三殿（重要文化財） - 1901年（明治34年）再建。
  - 第四殿（重要文化財） - 室町時代の文明元年（1469年）再建。
- 幣殿
- 楼門（重要文化財） - 室町時代の明応8年（1499年）の造営。13世紀末の作という「絹本著色弘法大師丹生高野両明神像」（金剛峯寺蔵）に描かれた境内図には、現在の楼門の位置に八脚門が描かれている。現在の形式は三間一戸の入母屋造で、檜皮葺。
- 翼廊 - 楼門の左右に建てられている。
- 神饌所
- 社務所
- 貴賓館
- 収蔵庫
- 鏡池
- 輪橋 - 太鼓橋。鏡池に掛かっている。慶長年間（1596年 - 1615年）に淀殿の寄進で建立。
- 大峯修験者の碑（和歌山県指定有形文化財） - 境内東にある鎌倉時代から室町時代に建てられた石造の五輪卒塔婆で4基ある。高さは2.1メートルから3.6メートルあり、正応6年（1293年）、正安4年（1302年）、文保3年（1319年）、延元元年（1336年）の刻銘がある。修験行者の行事の模様をうかがわせるもので、和歌山県指定有形文化財に指定されている[16]。

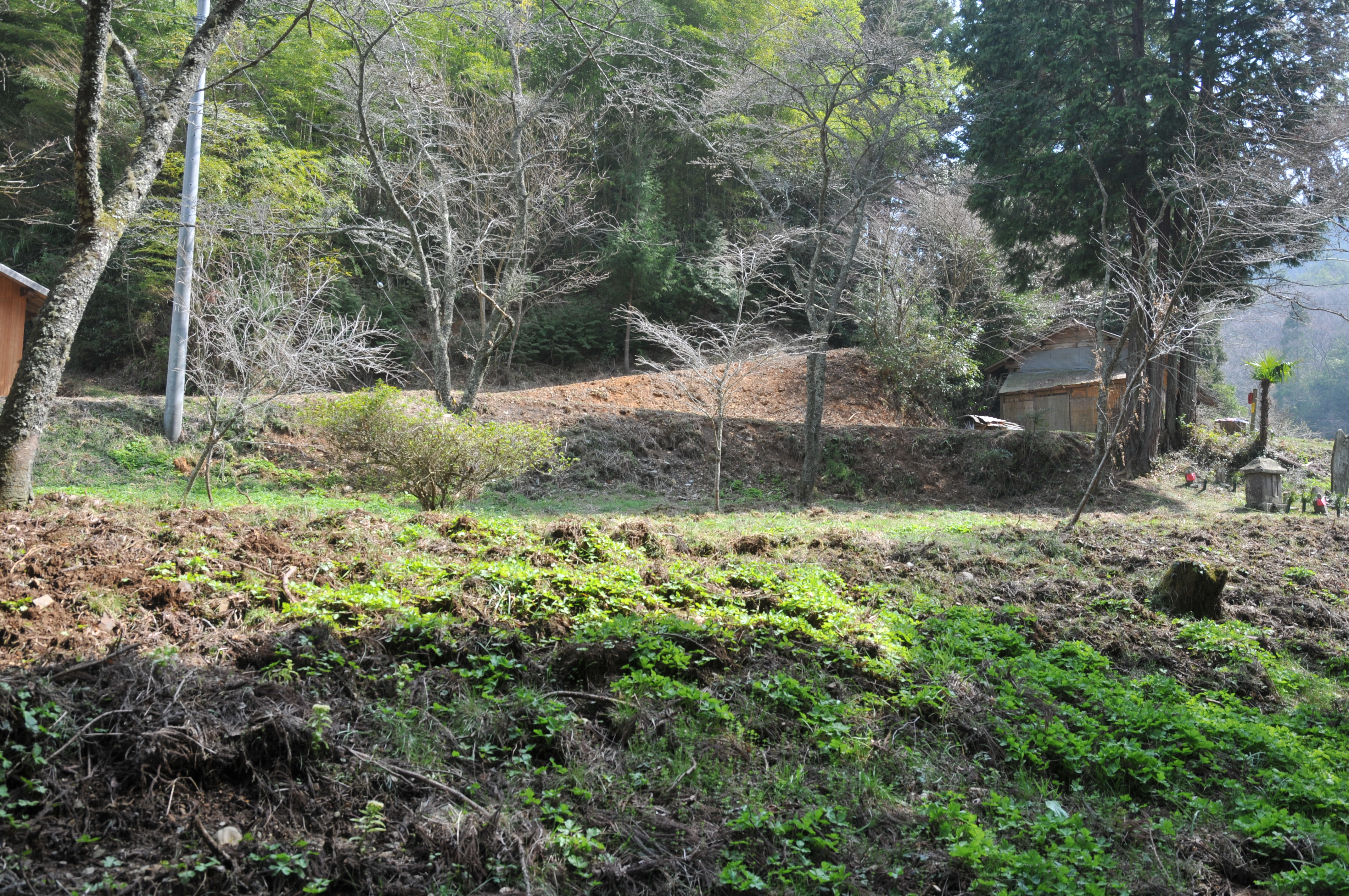
大師堂跡、多宝塔跡
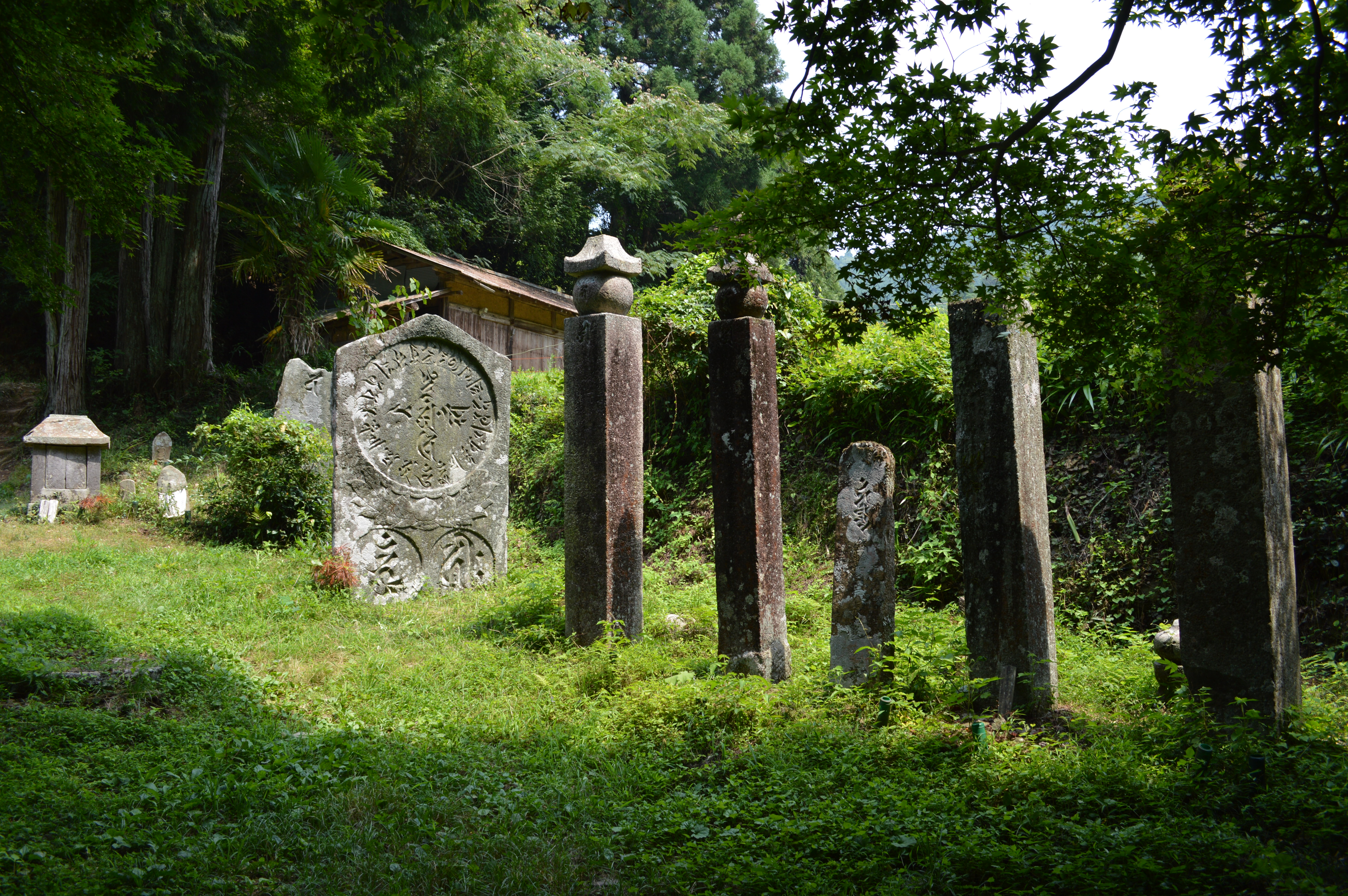
卒塔婆群（和歌山県指定文化財）
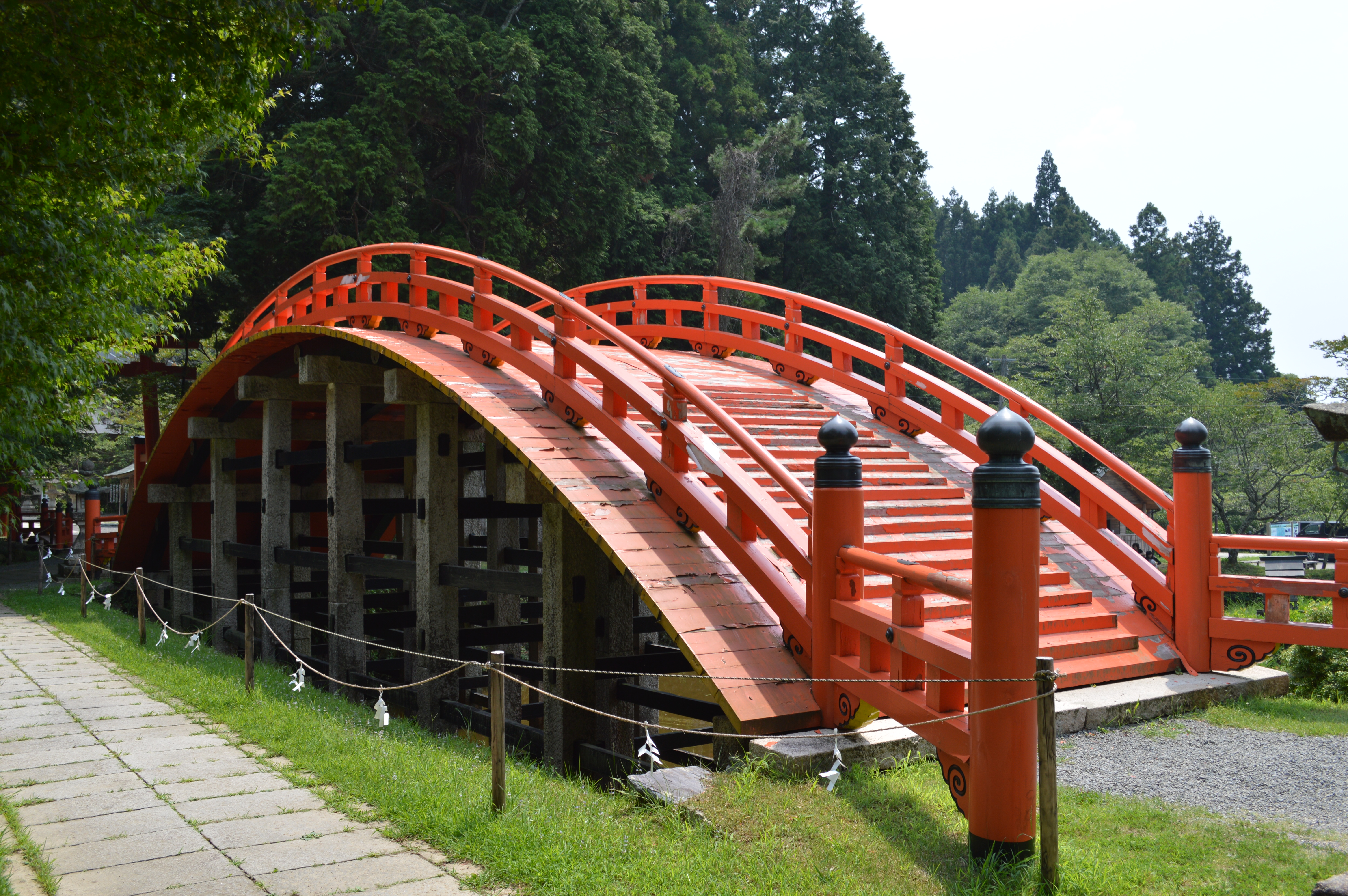
輪橋
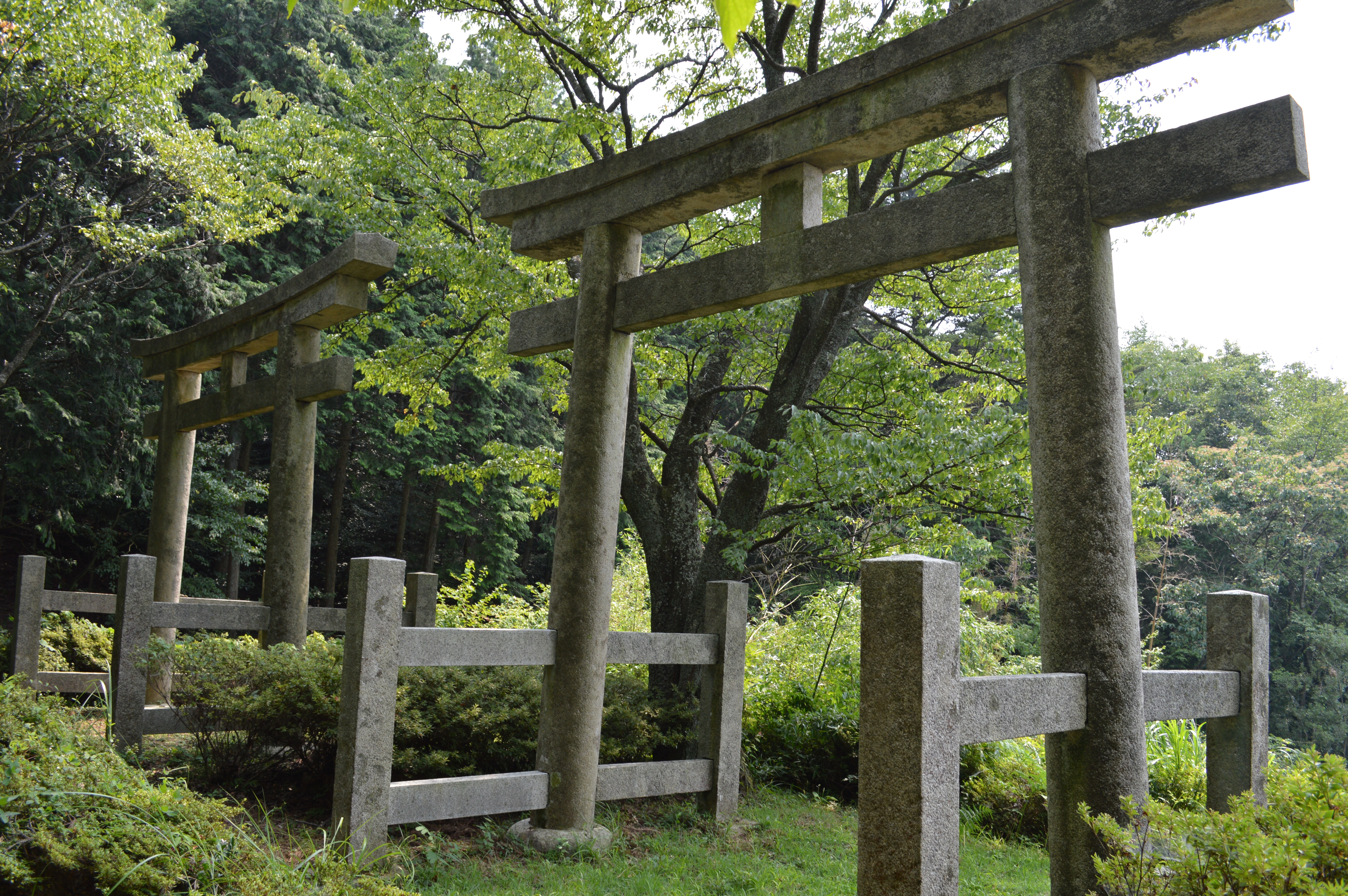
二つ鳥居

## 摂末社
- 佐波神社（さわじんじゃ） - 明治時代に上天野地区の諸社を合祀したもの。
- 若宮 - 祭神：行勝上人。本殿4棟と同列左端に鎮座する。行勝上人は、丹生都比売神社の第三殿・第四殿を勧請した人物である。

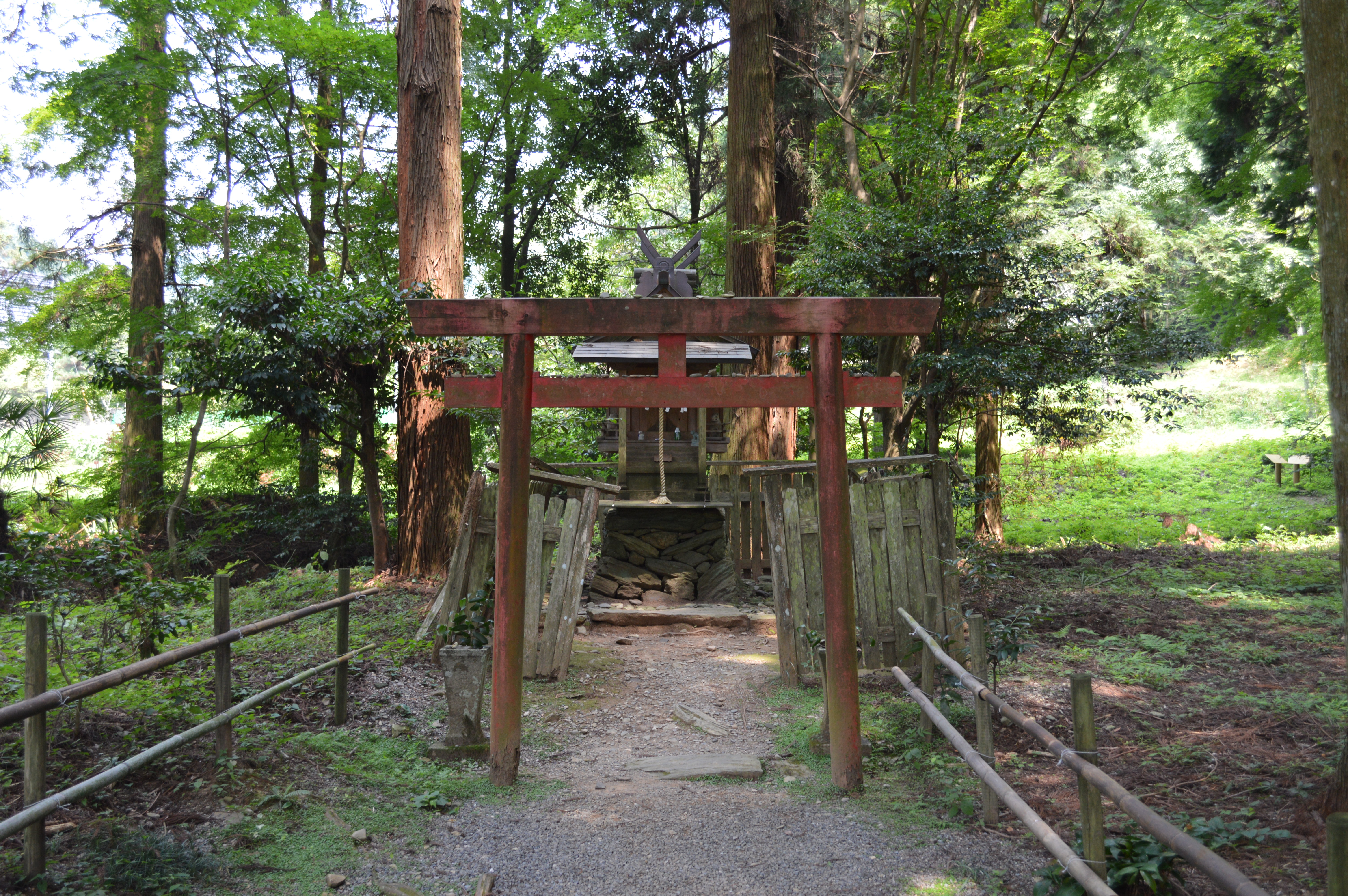
佐波神社

## 祭事

### 年間祭事
丹生都比売神社で年間に行われる祭事は次の通り。
- 歳旦祭 （1月1日）
- 元始祭 （1月3日）
- 厄除祭 （1月第3日曜）
- 御田祭 （1月第3日曜）
- 祈年祭 （2月17日）
- 花盛祭 （4月第3日曜）
- 大祓式 （6月30日）
- 神還祭 （7月18日）
- 例祭 （10月16日）
- 新嘗祭 （11月23日）
- 大祓式 （12月31日）
- 月次祭 （毎月16日）

### 御田祭
御田祭（おんだまつり）は、1月第3日曜に行なわれる農耕神事。平安時代に始まったとされ、形態の変遷を経て室町時代の祭祀の様子を伝えるという。神事では、豊穣を祈って舞が奉納したのち、数々の芸能を披露する。祭は和歌山県指定無形民俗文化財に指定されている。

## 文化財

### 国宝

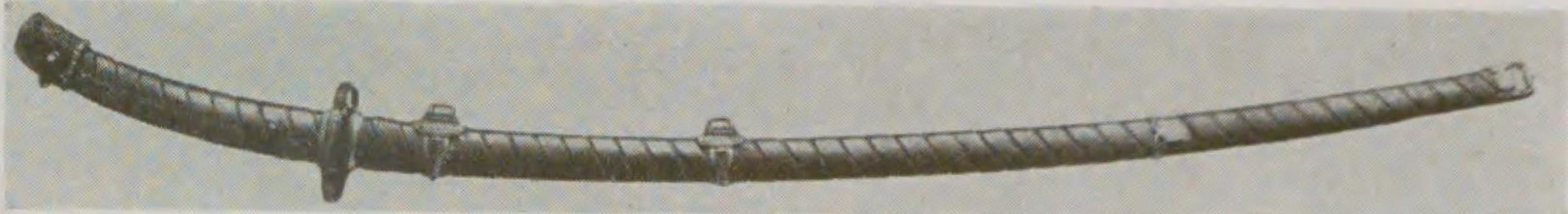
銀銅蛭巻太刀拵

- 銀銅蛭巻太刀拵（ぎんどうひるまきたちこしらえ）（工芸品）
「銀銅」は銅に銀メッキを施したものの意。「蛭巻」は、細長く薄い金属板（本作品の場合は銀銅）を鞘と柄（つか）に巻き付けた装飾方法を指す。平安時代末期にさかのぼる刀装の遺品として貴重である。東京国立博物館に寄託[18]。1955年（昭和30年）2月2日指定[2]。

### 重要文化財

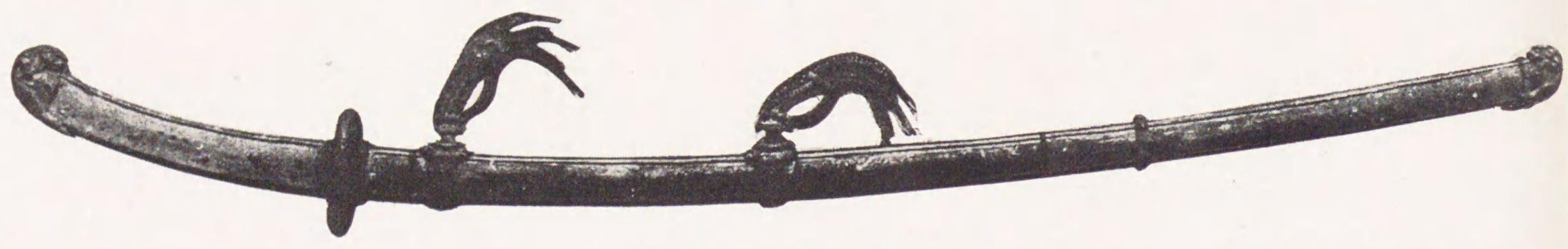
兵庫鎖太刀2口のうち1口

- 本殿 4棟（附：宮殿4基）（建造物） - 室町時代後期から明治期。1965年（昭和40年）5月29日指定[3]。
- 楼門（建造物） - 室町時代中期。1908年（明治41年）4月23日指定[4][4][19]。
- 木造狛犬 2対（彫刻） - 鎌倉時代。1899年（明治32年）8月1日指定[20]。
- 木造狛犬 2対（彫刻） - 鎌倉時代。1899年（明治32年）8月1日指定[21]。
- 金銅琵琶（工芸品） - 鎌倉時代。1899年（明治32年）8月1日指定[22]。
- 木造鍍金装神輿 2基（工芸品） - 室町時代。1908年（明治41年）1月10日指定[23]。
- 兵庫鎖太刀（ひょうごぐさりたち） 2口（工芸品） - 鎌倉時代。1897年（明治30年）12月28日指定[24]。
- 鍍金長覆輪太刀（ときんながふくりんたち） 1口（工芸品） - 鎌倉時代。1899年（明治32年）8月1日指定[25]。
- 鍍金長覆輪太刀 2口（工芸品） - 鎌倉時代。1899年（明治32年）8月1日指定[26]。
- 紙本墨書法華経 8帖、紙本墨書後村上天皇宸翰寄進状 1巻（書跡・典籍） - 平安時代・南北朝時代。1926年（大正15年）4月19日指定[27][28]。

### 国の史跡
- 丹生都比売神社境内 - 2002年（平成14年）12月19日指定[5]。

### 和歌山県指定文化財
- 有形文化財
  - 石造五輪卒塔婆群 4基（建造物） - 鎌倉時代から室町時代。1965年（昭和40年）4月14日指定[29]。
  - 楽太鼓縁 1対（工芸品） - 室町時代。和歌山県立博物館に寄託。1965年（昭和40年）4月14日指定[30][18]。
  - 鼓胴 3個（工芸品） - 室町時代。和歌山県立博物館に寄託。1965年（昭和40年）4月14日指定[30][18]。
  - 瑞華鸞八稜鏡 1面（工芸品） - 平安時代。和歌山県立博物館に寄託。1965年（昭和40年）4月14日指定[30][18]。
- 無形民俗文化財
  - 天野の御田祭（天野の御田祭保存会） - 1981年（昭和56年）7月13日指定[31]。

### かつらぎ町指定文化財
- 有形文化財
  - 面類 6面（彫刻） - 2004年（平成16年）3月31日指定[32]。
  - 大絵馬 6面（絵画） - 2004年（平成16年）3月31日指定。
  - 箏 1面（工芸品） - 2004年（平成16年）3月31日指定。
  - 太鼓 1口（工芸品） - 2004年（平成16年）3月31日指定。
  - 太刀 2口（工芸品） - 2004年（平成16年）3月31日指定。
  - 太刀 2口（工芸品） - 2004年（平成16年）3月31日指定。

### 世界遺産
ユネスコの世界遺産「紀伊山地の霊場と参詣道」（2004年7月登録）の資産「丹生都比売神社」は、以下3件の文化財を含む。
- 重要文化財「丹生都比売神社本殿」
- 重要文化財「丹生都比売神社楼門」
- 史跡「丹生都比売神社境内」

## 前後の札所
神仏霊場巡拝の道
11 丹生官省符神社　-　12 丹生都比賣神社　-　13 金剛峯寺

## ご神犬
祭神高野御子大神の使いの白黒2頭の犬が、弘法大師空海を高野山へ導いたとの伝説から、ご神犬やそれにちなむ授与品などがある。
- すずひめ号 天然記念物の紀州犬の雌。毎月16日に境内で公開される。
- しろまる・くろまる 2018年（平成30年）に公募で選ばれた神社公式キャラクター。しっかりもののしろまるとやんちゃなくろまるの双子の紀州犬。

## 現地情報
- 所在地
和歌山県伊都郡かつらぎ町上天野230

- 交通アクセス
西日本旅客鉄道（JR西日本）和歌山線 笠田駅から
バス：かつらぎ町コミュニティバス（天野コース、丹生都比売神社行）で終点「丹生都比売神社」バス停下車すぐ。　所要約30分、1日6往復運行。
タクシー：約15分

- 周辺
丹生官省符神社 - 世界遺産構成資産の1つ。
丹生酒殿神社 - 1935年（昭和10年）に摂社として合併されるが戦後に独立する[33]。丹生都比売神社の神酒醸造に関わったと見られている[12]。

## 関連文献
- 丹生都比売神社史編纂委員会（編）、2009、『丹生都比売神社史』、丹生都比賣神社